# Чхве Нам Сон
Чхве Намсон (26 апреля 1890 года — 10 октября 1957 года) — крупный корейский историк, поэт и издатель, один из руководителей корейского движения за независимость в 1920-е годы, позднее разочаровался в нём и стал сторонником прояпонской позиции.

## Биография
Родился в семье чунинов (класс между аристократами и простолюдинами) в Сеуле, во времена поздней династии Чосон, и получил образование в Сеуле. В 1904 году он отправился учиться в Японию, и был очень впечатлён реформами Мэйдзи. По возвращении в Корею Чхве стал активным участником движения патриотического просвещения, которое стремилось модернизировать Корею.
Чхве опубликовал первый успешный корейский журнал Сонён («Юность»), с помощью которого он стремился донести современные знания о мире до корейской молодежи. Он — автор термина хангыль для корейского алфавита и продвигал его через свои журналы (в ту эпоху хангыль воспринимался как вспомогательное письмо по сравнению с широко распространёнными иероглифами). Автор первой поэмы «нового стиля» «Хэ егесо сонён еге» («Океан молодежи», 1908).
Чхве стремился создать новый стиль литературного корейского языка, который был бы более доступным для простых людей. В то же время он гордился классической корейской литературой и в 1910 году основал Ассоциацию славной литературы Кореи, которая стремилась побудить простых людей читать классику корейской литературы, которую до этого читали в основном представители элиты.

Благодаря работе китайского националистического писателя Лян Цичао, Чо стал сторонником идей социального дарвинизма о том, что история была бесконечной борьбой между различными людьми за доминирование, где выживает только наиболее приспособленный. Чхве полагал, что это соревнование закончится тем, что Корея будет править миром. В эссе 1906 года он написал: 
 «Сколько времени нам понадобится для того, чтобы достичь цели поднять наш священный национальный флаг над миром и заставить людей пяти континентов опуститься перед ним на колени? Приложите усилия, молодежь!».
 Журнал Чхве Сонён был призван популяризировать западные идеи о науке и технологиях понятным для простых корейцев языком, с тем, чтобы модернизировать корейскую нацию для социал-дарвинистского соревнования за мировое господство.

Аннексия Кореи Японией в 1910 году стимулировала движение за независимость. Под влиянием социал-дарвинистских теорий Чхве во многих статьях убеждал, что корейцам придется модернизироваться, чтобы выжить. В статье 1917 года в Хвансон синмун («Столичная газета») Чхве написал: 
 «Современная эпоха — это эпоха власти, в которой сильные выживают, а слабые гибнут. Эта конкуренция продолжается до самой смерти. Но почему? Потому что борьба за победу и выживание никогда не заканчивается. Но как (она происходит)? Это соревнование интеллекта, физической подготовленности, материальной мощи, экономической мощи, силы идей, уверенности в себе и организованной власти. Везде эта конкуренция происходит ежедневно».
 Так как Корея была аннексирована Японией в 1910 году, Чхве считал, что лучшим способом сохранить Корею было дать корейцам славную историю, которая бы обеспечила корейцам, по крайней мере, правильный набор идей для выживания в суровом мире.
В 1919 году Чхве Намсон вместе с Чхве Рин организовали Движение 1 марта, ненасильственное движение за восстановление суверенитета и независимости Кореи. За то, что он составил Корейскую декларацию независимости, Чхве Намсон был арестован властями и заключен в тюрьму на два года.
В 1928 году он присоединился к Комитету по составлению истории Кореи, который был создан Генерал-губернатором Кореи и уполномочен составлять хронологию Кореи. Здесь он стремился опровергнуть японские империалистические интерпретации древней корейской истории, утверждая, что древняя Корея была не бедным закоулком в тени Японии, а скорее средоточием активно развивавшейся цивилизации. Чхве предпринял пересмотр корейской истории: он игнорировал Самгук саги и вместо этого решил черпать свою историю из Самгук юса, сборника сказок, историй и легенд, ранее игнорируемых историками. Основной темой его учения было то, что Корея всегда была крупным центром азиатской цивилизации, а не периферией. В своей книге «Тангуннон» («Трактат о Тангуне») Чхве заявил, что древняя Корея затмила Японию и Китай. Современные представления о легендарном императоре Тангуне как об одной из центральных фигур корейской истории во многом сложились благодаря сочинениям Чхве. Чхве не принял письменную легенду о Тангуне — он утверждал, что история о Тангуне отражала шаманскую религию древней Кореи, и что Тангун был легендарной фигурой, основанной на реальном правителе-шамане, который когда-то жил в очень далеком прошлом. Кроме того, Чхве утверждал, что цивилизации Древней Индии, Греции, Ближнего Востока, Италии, Северной Европы и майя произошли от древней цивилизации Кореи.
С 1937 года Чхве начал писать статьи в поддержку агрессии Японии против Китая. В 1939 году он стал профессором в Университете Цзянго в марионеточном государстве Маньчжоу-го. В ноябре 1943 года Чхве принял участие в конференции по Большой Восточной Азии в Токио, которая была созвана японским правительством для мобилизации в поддержку войны во всей Азии. В ходе конференции Чхве выступил с речью перед группой корейских студентов, обучающихся в Японии, назвав «англосаксонские» державы Великобританию и Америку самыми смертельными врагами азиатов во всем мире, и призвал студентов сделать всё возможное, чтобы поддержать войну против «англосаксов», заявив, что для корейца нет большей чести, чем умереть, сражаясь за усилия Японии по созданию «сферы совместного процветания в Восточной Азии». Во время своего выступления Чхве похвалил японский империализм и заявил, что корейцам повезло, что их колонизировала Япония. Чхве также утверждал, что первоначально корейская культура была насильственной и милитаристской, как и японская культура, но затем стала «мягкой» под влиянием Китая. Кроме того, Чхве утверждал, будто установил, что японцы были потомками иммигрантов из Кореи, а самураи корейского происхождения сохранили истинную, насильственную сущность древней корейской культуры. Южнокорейский историк Хван Гёнмун отмечал, что Чхве, страстный патриот, написавший Декларацию независимости в 1919 году, разительно контрастировал с Чхве-сотрудником Чхинильпха 1943 года, который призвал студентов корейских университетов вступать в Японскую имперскую армию и умирать за императора Японии. Хван предположил, что изменение позиции Чхве было вызвано тем фактом, что Япония оккупировала Корею в 1904 году во время русско-японской войны, а уже в начале 1940-х годов большинство корейцев предполагали «постоянство» японского правления, поскольку любая попытка добиться независимости всегда заканчивалась неудачей. Учитывая эту ситуацию, некоторые корейцы потеряли свой юношеский идеализм и отказались от мечтаний о свободе, надеясь достичь соглашения с японцами, которое, по крайней мере, могло бы сохранить какую-то корейскую культурную самобытность.
В 1949 году правительство Ли Сынмана арестовало Чхве за сотрудничество с японцами в колониальный период, но он был освобождён по причине остановки судебного процесса. Во время Корейской войны Чхве служил в военно-морском историческом комитете; после войны он работал в Сеульском городском историческом комитете.
Умер в октябре 1957 года от последствий диабета и гипертонии.
В настоящее время Чхве остается глубоко противоречивой фигурой в Корее. Его уважают за исторические работы и усилия по созданию современного корейского языка, в то же время осуждают за его заявления военного времени в поддержку Японии.

## Избранные сочинения
Наряду с большим количеством исторических работ, произведения Чхве включают поэзию, тексты песен, описания путешествий, литературную, социальную и культурную критику. Среди его сочинений известны:
- История Чосон (1931)
- Энциклопедия корейской истории (1952)
- Аннотированная Самгукса (1940)
- Симчхун Сулле (Паломничество в поисках весны, 1925)
- Пэктусан Кхунчхамги (Путешествие на гору Пэкту, 1926)
- Кумган Йечхан (Поэма о Кумгане, 1928)
- Пэкпхаль Поннве (108 агоний, 1926)
- Косатхон (Собрание старинных историй, 1943)
- Симундокпхон (Хрестоматия современной литературы, 1916)